# Lajut
Lajut is een bestuurslaag in het regentschap Centraal-Lombok van de provincie West-Nusa Tenggara, Indonesië. Lajut telt 7253 inwoners (volkstelling 2010).